# Cichorium calvum
Cichorium calvum, biljna vrsta u porodici Asteraceae, vrsta je vodopije koja raste u Etiopiji, na delti Nila i Izraelu, i nekim zemljama Europe
Jednogodišnja je biljka koja naraste od 40 do 80 cm visine

## Sinonim
- Cichorium calvum Sch.Bip.